# Ronaldo (film)
Ronaldo is een Britse documentaire uit 2015 en is geregisseerd door Anthony Wonke. Het volgt het leven en de carrière van de Portugese voetballer Cristiano Ronaldo. De film werd wereldwijd uitgebracht op 9 november 2015. Een trailer voor de film werd uitgebracht op 28 september 2015.

## Productie
De documentaire werd geregisseerd door Anthony Wonke en geproduceerd door Asif Kapadia, die Senna (2010) en Amy (2015) al had geregisseerd. Ook dat zijn documentaires over het leven en de dood van respectievelijk de Braziliaanse coureur Ayrton Senna en Engels singer-songwriter Amy Winehouse. Ronaldo werd 14 maanden gevolgd door de documentairemakers, die toegang kregen tot het privéleven van Ronaldo en de binnenste kring van vrienden, familie en teamgenoten. De film werd opgenomen in Madeira, Ronaldo's geboorteplaats, Lissabon, waar hij zijn professionele loopbaan bij Sporting CP begon, en Madrid, waar hij speelde bij Real Madrid . 
Ronaldo zelf kondigde de productie van de film aan op 9 juni 2015 op Twitter, door het plaatsen van een foto van zijn zoon, Cristiano Jr., achter een camera, samen met de aankondiging.

## Inhoud
Ronaldo documenteert het leven van Cristiano Ronaldo (op 5 februari 1985 geboren als Cristiano Ronaldo dos Santos Aveiro), vanaf zijn jeugd tot 2015, door middel van een serie interviews met Ronaldo zelf, evenals met vrienden en familie. Delen van de film volgen ook Ronaldo van dag tot dag met familie en vrienden, waaronder zijn zoon, zijn moeder Maria Dolores dos Santos Aveiro, zijn broer Hugo en zijn zussen Elma en Cátia Lilian.